# Cyclotheca licaniae
Cyclotheca licaniae är en svampart som beskrevs av Bat. & J.L. Bezerra 1964. Cyclotheca licaniae ingår i släktet Cyclotheca och familjen Microthyriaceae.   Inga underarter finns listade i Catalogue of Life.